# Monturull
Le Monturull (également appelé Torre dels Soldats) est un sommet culminant à 2 761 mètres d'altitude,, entre les communes catalanes de Les Valls de Valira et Lles de Cerdanya, et la paroisse andorrane d'Escaldes-Engordany.

## Toponymie
Dans son Estudis de toponímia catalana, le linguiste Joan Coromines avait initialement considéré le toponyme comme inexpliqué. Il tente néanmoins de l'expliquer dans Onomasticon Cataloniae.
Tout d'abord il note que le suffixe -ull est utilisé à visée diminutive dans la toponymie catalane et andorrane (citant notamment comme exemple le toponyme Colada de la Caülla à Sant Julià de Lòria). En gardant ce suffixe diminutif, on pourrait faire dériver le toponyme de mont (« mont ») auquel s'ajouterait un pré-suffixe -er- (issu par exemple de caperó (« chaperon »). On aurait alors une forme initiale Mont-er-ull qui aurait évolué en Monturull.
Coromines fait également remarquer que Turull est un patronyme fréquent dans les Pyrénées catalanes. C'est également un anthroponyme antique (forme Turullius) comme en témoignent certaines inscriptions retrouvées lors de fouilles archéologiques. Le toponyme Monturull pourrait donc possiblement être dérivé d'un anthroponyme.

## Géographie

### Topographie
Le Monturull est situé sur la frontière entre l'Andorre et l'Espagne entre le pic Negre (2 644 m) à l'ouest et le port de Perafita à l'est. Sa hauteur de culminance est de 198 m.

## Voies d'accès
- Accessible depuis l'Espagne par le refuge des lacs de la Pera (Refugi dels Estanys de la Pera)[4]
- Accessible depuis la vall de Claror en Andorre